# Christer Hermansson
Christer Hermansson, född 1963 i Upplands Väsby, är en svensk bibliotekarie, biblioteksdebattör och skönlitterär författare. 
Hermansson utexaminerades som  bibliotekarie 1989 och studerade  ett år vid författarskolan i Köpenhamn. Han arbetade parallellt som författare och bibliotekarie, bland annat i Södertälje. År 2006 utnämndes Hemansson till biblioteks- och museichef och senare även  kulturchef i Strängnäs.
Hermansson debuterade 1990 med den lilla prosasamlingen Inklination med korta egensinniga texter och hans andra bok Galleri från 1992 är i samma stil. Han har medverkat i flera litterära tidskrifter i Danmark och Sverige och flera antologier, bland annat den dansk-svenska Två sidor av samma sund. Störst uppmärksamhet har han fått för den satiriska romanen Ich bin ein Bibliothekar!, som har tryckts i flera upplagor.